# Boeing X-43
Il Boeing X-43 è un aereo ipersonico, sperimentale, senza pilota, un dimostratore tecnologico con varianti pianificate in diverse dimensioni per testare i vari aspetti del volo supersonico ad alte prestazioni.
l'X43A fa parte del programma Hyper-X della NASA.
L'X-43 ha ottenuto diversi record di velocità per aerei a reazione.

## Storia del progetto

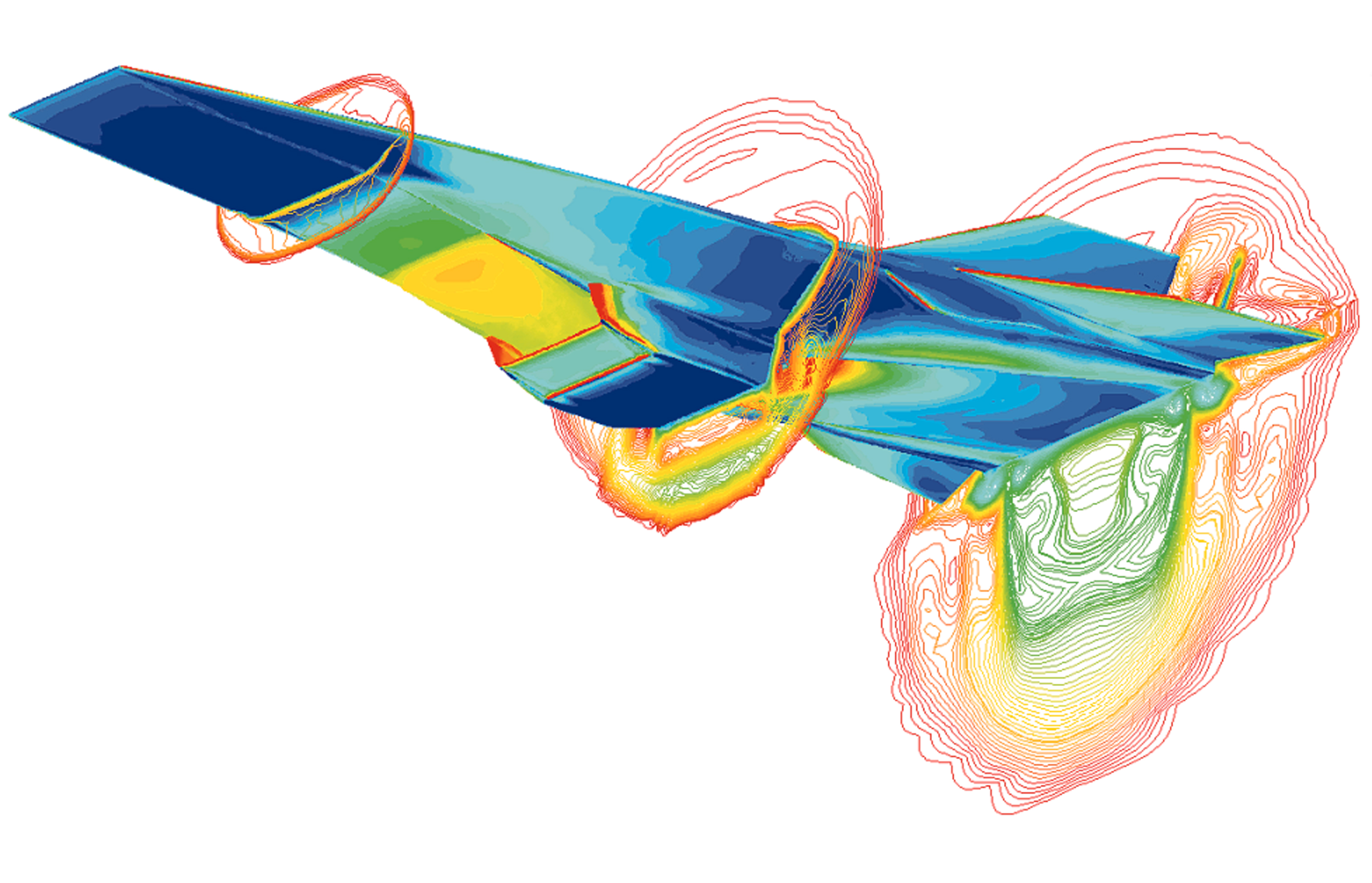
Simulazione numerica dell'X-43 a Mach 7.

La prima versione dell'X-43A, fu progettata per raggiungere una velocità superiore a Mach 7, circa 8 050 km/h a un'altitudine di circa 30 000 m. L'X-43A è un velivolo utilizzabile una volta sola, ed è progettato per precipitare nell'oceano senza possibilità di essere recuperato. Finora ne sono stati costruiti tre; il primo è andato distrutto, mentre gli altri due hanno volato con successo con il motore scramjet operativo per circa 10 secondi, dopodiché è avvenuta una discesa di 10 minuti e poi l'impatto programmato con l'oceano.
L'X-43 è parte del programma Hyper-X della NASA, in cui sono coinvolte grandi aziende, come la Boeing, la MicroCraft Inc, la Orbital Sciences Corp e la "General Applied Science Laboratory" (GASL). Il budget per questo programma ancora attivo è di 250 milioni di dollari. Un successivo programma per sviluppare l'X-43C era stato programmato, ma al momento è sospeso.

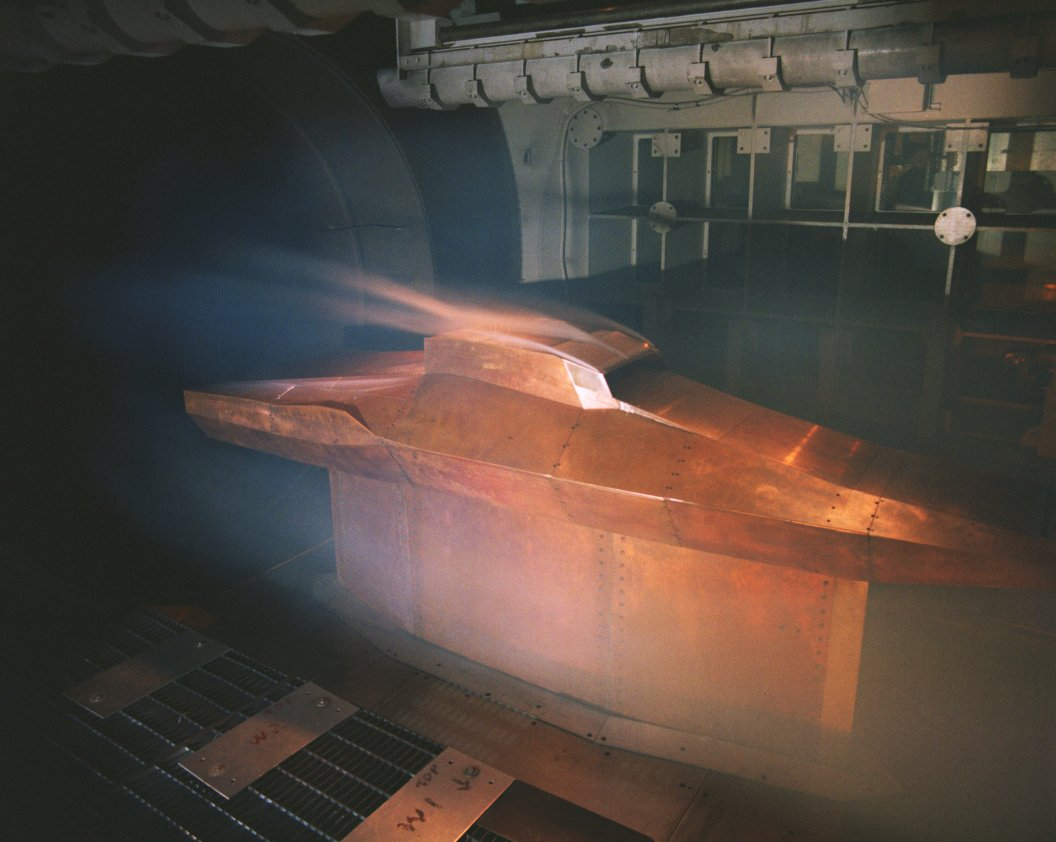
Modello a grandezza naturale, in una galleria del vento al Langley Research Center.

Erano stati programmati altri velivoli della serie X-43, ma dopo i test di novembre 2004 i loro progetti risultano sospesi. Essi avrebbero dovuto avere la stessa struttura di base dell'X-43A, anche se l'aeromobile avrebbe dovuto essere di dimensioni moderatamente o significativamente più grandi.
- X-43B: sarebbe stato un velivolo di dimensioni maggiori, con incorporato un motore a turbina a ciclo combinato o un motore a razzo a ciclo combinato ISTAR. Le turbine jet o i razzi avrebbero portato inizialmente il velivolo a una velocità supersonica. Un ramjet sarebbe entrato in azione ad una velocità di 2,5 Mach, passando poi alla configurazione scramjet attorno a Mach 5.
- X-43C: sarebbe stato un po' più grande dell'X-43A e avrebbe dovuto testare l'utilizzo di un motore a combustibile a idrocarburi, possibilmente col motore scramjet HyTech. Mentre la maggior parte dei progetti di scramjet usano come carburante l'idrogeno, l'HyTech funziona con carburanti simili al kerosene, che sono più pratici per il funzionamento di velivoli operativi. Era stata pianificata la costruzione di un motore di dimensioni reali che doveva utilizzare il combustibile stesso come refrigerante. Il sistema di scambiatori di calore combustibile/aria del motore sarebbe sfruttato come reattore chimico per rompere gli idrocarburi a catena lunga e trasformarli in idrocarburi a catena corta che bruciano più rapidamente. Nel marzo 2004 era stato dato l'annuncio della sospensione a tempo indefinito del progetto X-43C.[2] A metà 2005 furono tuttavia concessi i fondi per proseguire gli sviluppi fino alla fine dell'anno.[3]
- X-43D: avrebbe dovuto essere sostanzialmente identico all'X-43A, cioè un modello di dimensioni ridotte, ma con l'obiettivo di raggiungere Mach 15. Fino a settembre 2007 era stato condotto solo uno studio di fattibilità da parte di Donald B. Johnson della Boeing e Jeffrey S. Robinson del Langley Research Center della NASA. Come riportato nell'introduzione al loro progetto, lo scopo dell'X-43D era di ottenere le informazioni sulle condizioni operative e il funzionamento del motore durante il volo ad alti numeri di Mach, informazioni che è difficile, se non impossibile, ottenere da terra.[4]

## Tecnica

### Cellula
L'aereo X-43A è un piccolo velivolo sperimentale, senza pilota, che misura appena 3,65  m (12 piedi) in lunghezza.
L'X-43 ha una forma aerodinamica in grado di generare portanza per il volo anche con il corpo dell'apparecchio che è tutt'uno con le ali. Il peso totale del velivolo è di circa 1 300 kg. L'X-43A è stato progettato in modo da essere controllabile sia alle elevatissime velocità di volo che nella fase di discesa planata in assenza di propulsione. È però privo di sistemi di atterraggio e quindi non può essere riutilizzato. I velivoli utilizzati nei test sono stati fatti precipitare nell'Oceano Pacifico al termine della prova.

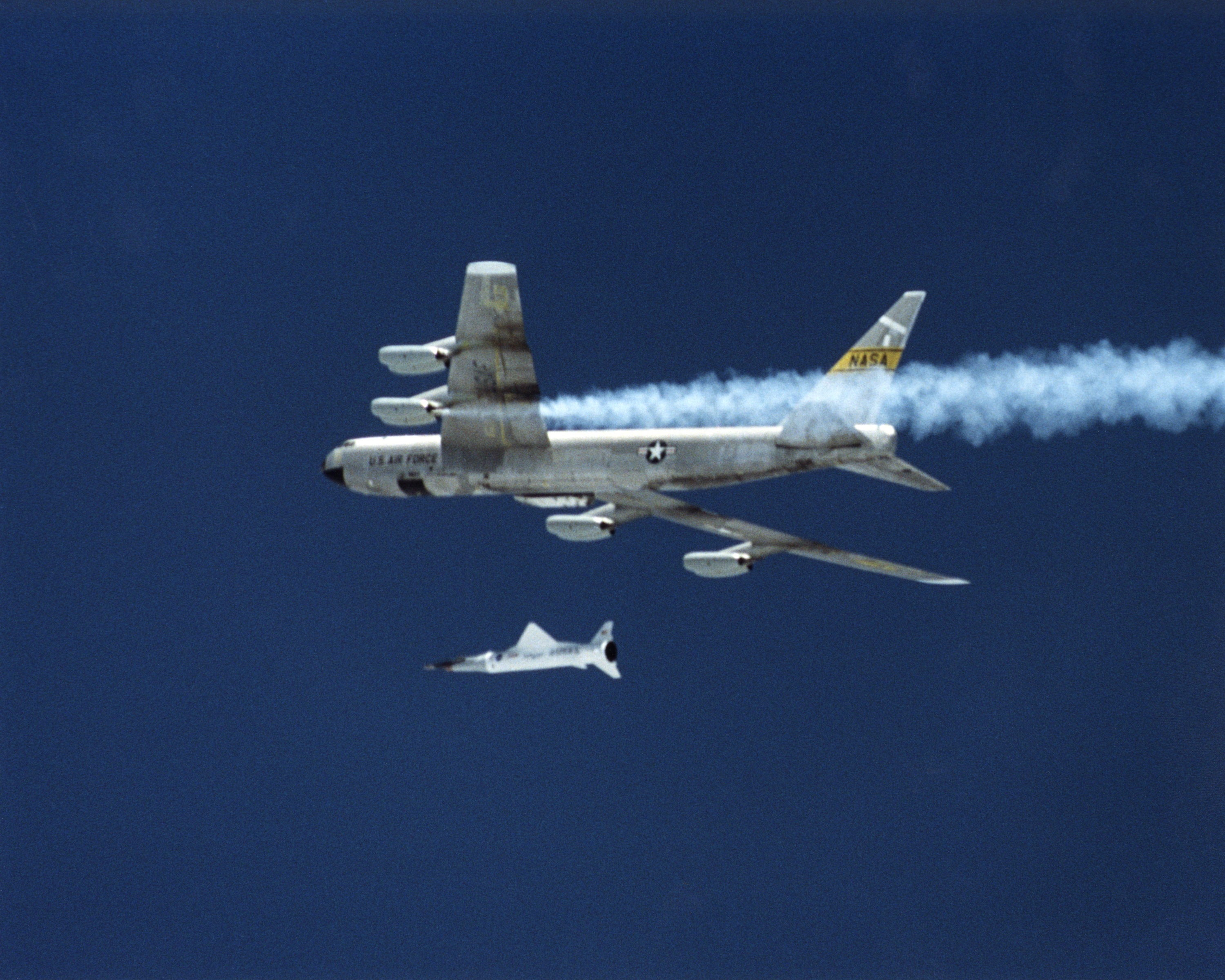
L'X-43A mentre viene lanciato dal B-52.

Un razzo dotato di ali con l'X-43 posizionato sulla sua punta, una configurazione denominata "stack" ("pila"), viene lanciato da un aereo. Dopo che i motori del razzo (un primo stadio modificato del Pegasus) lo hanno portato alla quota e alla velocità prevista, l'X-43 viene separato dallo stack e può volare liberamente per mezzo del proprio motore, uno scramjet.

### Motori

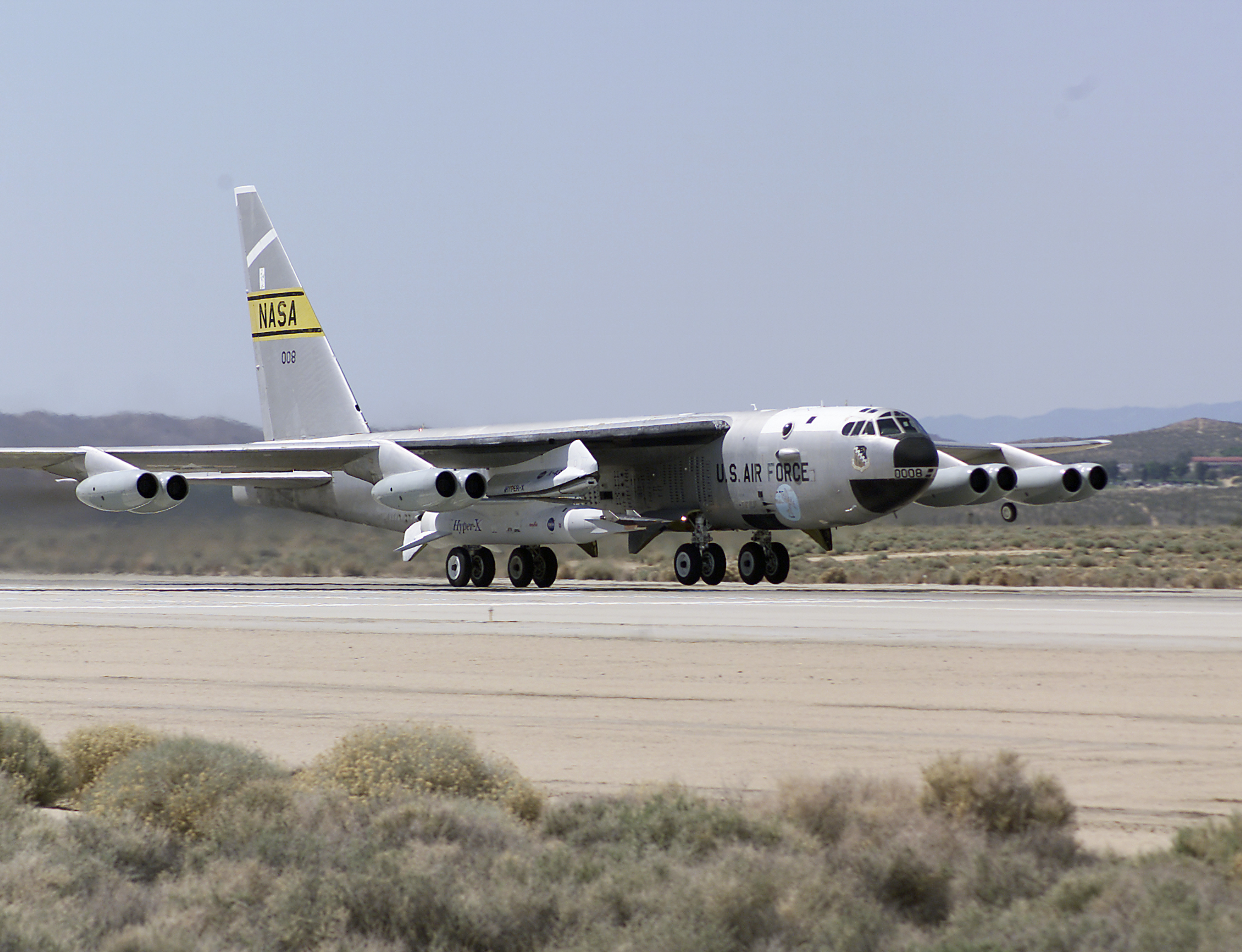
Il B-52 della NASA trasporta sotto l'ala il razzo Pegasus con a bordo l'X-43A (27 marzo 2004).

L'aereo è stato creato per sperimentare e sviluppare nuovi tipi di motori supersonici denominati ramjet a combustione supersonica, o più brevemente: "scramjet", una variazione del ramjet dove la combustione esterna avviene all'interno dell'aria che fluisce a velocità supersoniche. I progettisti dell'X-43A hanno fatto in modo che la forma dell'aereo influenzi la propulsione, così come influenza tradizionalmente l'aerodinamica: in questo progetto, la parte frontale dell'aereo fa parte del sistema di aspirazione dell'aria, mentre la parte finale funziona da ugello.
Il motore dell'X-43A aveva come carburante principale l'idrogeno. Nel test coronato da successo, è stato usato circa un chilogrammo di carburante. Comunque, a causa delle difficoltà nel trasportare ed immagazzinare l'idrogeno, e anche nel produrlo, gli X-43 seguenti utilizzeranno carburanti a base di idrocarburi, più comuni. A differenza dei razzi, gli scramjet non portano con sé l'ossigeno necessario al funzionamento del motore. L'eliminazione di questo fabbisogno riduce sensibilmente le dimensioni ed il peso del velivolo. In futuro, tali velivoli leggeri potrebbero portare carichi più pesanti, oppure portare carichi con lo stesso peso in modo più efficiente.

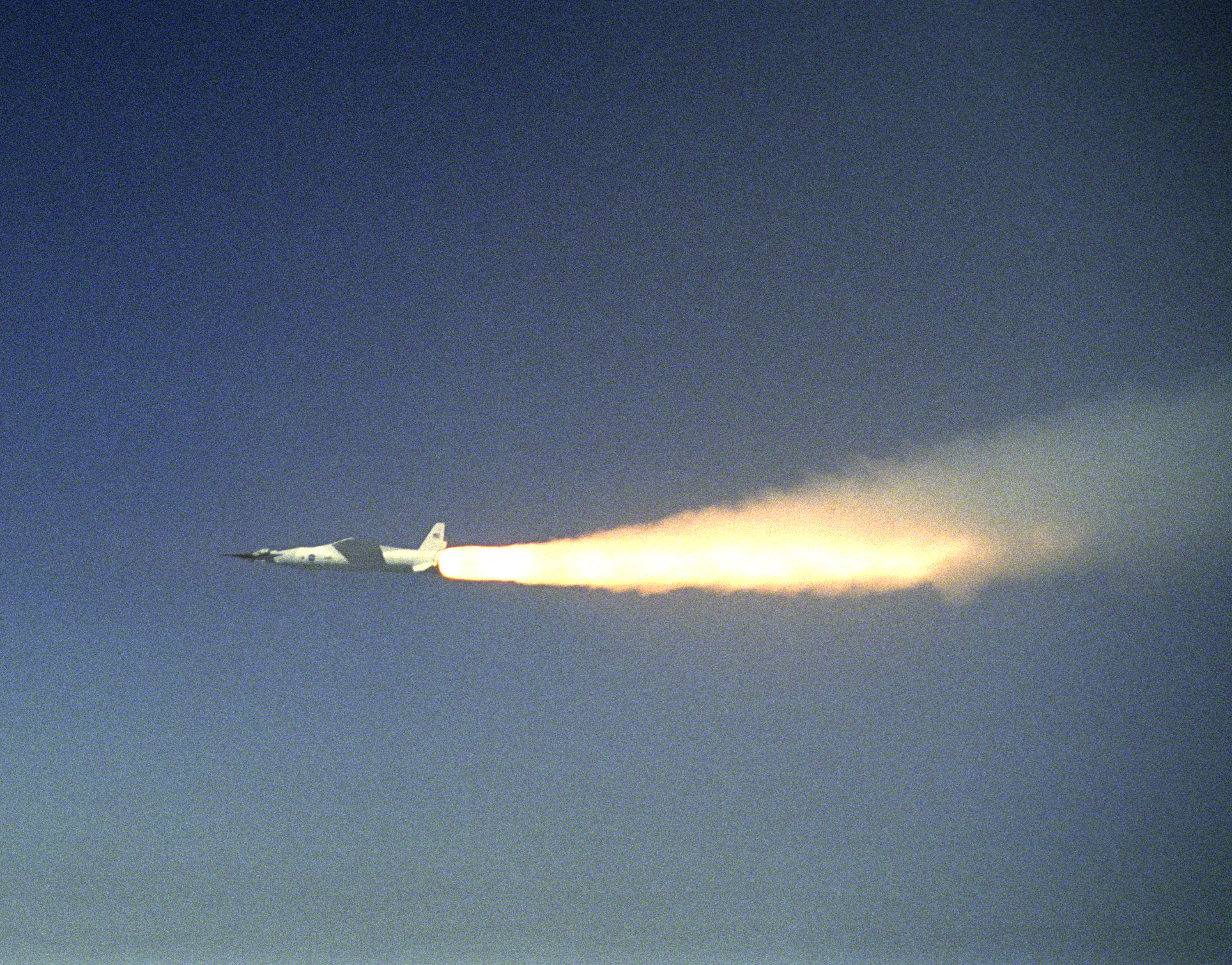
Il razzo Pegasus accelera l'X-43 fino alla velocità richiesta per il corretto funzionamento dello scramjet.

Gli scramjet funzionano solo a velocità ipersoniche a partire da Mach 4,5, perciò occorrono dei razzi o altri motori a getto per lanciare il velivolo alla velocità minima richiesta. Nel caso del X-43A, il velivolo era accelerato a grande velocità da un razzo Pegasus lanciato da un bombardiere B-52 modificato.
I motori del velivolo di test X-43A erano specificatamente progettati per una certa velocità, e potevano comprimere e incendiare la miscela aria-carburante solo quando l'aria fluiva nel modo previsto. I primi due X-43A erano progettati per un volo a una velocità di circa Mach 7, mentre il terzo era progettato per volare a circa Mach 10.
Il successo del secondo volo dell'X-43A lo ha reso l'aereo più veloce del mondo tra quelli che usano l'aria, anche se non è stato il primo scramjet funzionante. Questo titolo tocca all'australiano HyShot: ancora attaccato al missile che lo aveva lanciato, l'HyShot scese a terra in volo propulsivo nel 2002.

### Sistemi e impianti
Viaggiare a velocità supersonica produce una notevole quantità di calore generato dall'attrito prodotto dalla resistenza dell'aria. A velocità elevate, il calore può diventare così intenso che alcune parti metalliche dell'aereo possono raggiungere la temperatura di fusione. Per evitare che questo accada, nell'X-43A è stato previsto di far circolare acqua attorno al rivestimento del motore e sotto i bordi di attacco dei fianchi dell'aereo, in modo da raffreddare le superfici. Nei test la circolazione dell'acqua è stata attivata a partire da Mach 3. In futuro si potrebbe far circolare in queste zone il carburante, come già accade negli ugelli di molti razzi a combustibile liquido o negli aerei ad alta velocità come ad esempio il Lockheed SR-71.

## Impiego operativo

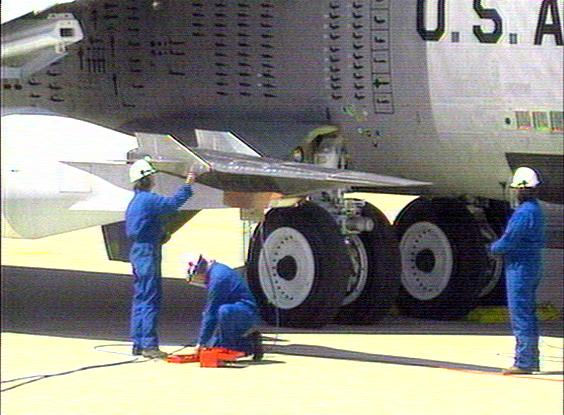
Tecnici NASA lavorano sull'X-43A posto alla punta di un Razzo Pegasus attaccato a un B-52 prima del lancio (27 marzo 2004).

Il primo test dell'X-43A effettuato dalla NASA il 2 giugno 2001 fallì a causa della perdita di controllo del razzo Pegasus avvenuta 13 secondi dopo la separazione dal B-52. Il razzo, mentre si trovava in regime transonico, subì un'oscillazione agli elementi di controllo che alla fine portò al malfunzionamento dell'alettone di destra.
Questo causò una deviazione significativa del razzo dalla traiettoria programmata, e pertanto lo stack fu distrutto dalla carica di esplosivo a bordo del razzo come misura di sicurezza. Un'indagine stabilì che a contribuire all'incidente furono le informazioni imprecise sul comportamento del razzo e sulle sue capacità di volo in quella conformazione, tuttavia non fu identificato un fattore singolo come causa principale dell'insuccesso.
Nel secondo test del 7 marzo 2004, il Pegasus si accese con successo e rilasciò il velivolo di test all'altitudine di circa 29 000 metri. Dopo la separazione, la presa d'aria del motore fu aperta, il motore si accese e l'aereo si allontanò dal razzo raggiungendo Mach 6,83 (record di velocità).
Il carburante alimentò il motore per 11 secondi durante i quali l'aereo percorse 24 km. Dopo lo spegnimento, i controllori furono ancora in grado di pilotare il velivolo e lo fecero per diversi minuti durante il rallentamento provocato dalla resistenza dell'aria e la discesa in una lunga picchiata nel Pacifico. La velocità di punta si registrò al momento dello spegnimento del Pegasus, ma lo scramjet accelerò il velivolo in volo cabrato dopo la piccola diminuzione di velocità seguente alla separazione.
Il terzo volo del Boeing X-43A stabilì un nuovo record di velocità per un aereo: 11 200 km/h, vicino a Mach 10.
La NASA fece volare la terza versione il 16 novembre 2004, raggiungendo la velocità di Mach 9,68 ad un'altitudine di 34 000 m, potendo così testare ulteriormente la capacità del velivolo di dissipare le grandi quantità di calore generate. L'X-43A fu lanciato da un razzo Pegasus modificato, a sua volta sganciato da un B-52 a 13 157 metri di quota. Dopo un volo durato 10 secondi grazie allo scramjet, l'X-43A precipitò al largo della costa meridionale della California.